# Finale du championnat de France de rugby à XV 2004-2005
La finale du championnat de France de rugby à XV 2004-2005 oppose le 11 juin 2005 le Biarritz olympique au Stade français. La rencontre se déroule devant près de 80 000 personnes au stade de France (Saint-Denis).
Au terme d'une lutte qui emmènent les deux équipes en prolongation, ce sont les joueurs de Biarritz qui l'emportent 37 à 34, soulevant leur quatrième bouclier de Brennus.
À l'issue de la rencontre, Dimitri Yachvili devient le détenteur du record de points marqués dans une finale du championnat de France avec 29 points (9 pénalités et 1 transformation), battant le record de 26 points de Christophe Deylaud datant de la finale de 1995.

## Feuille du match
| 11 juin 2005 | Biarritz olympique | 37 - 34 a. p. (19-19) | Stade français | stade de France de Saint-Denis 79 475 spectateurs Arbitre : Jean-Christophe Gastou |
| 11 juin 2005 | Essai(s) : 1 Gobelet (19e) Transformation(s) : 1 Yachvili (19e) Pénalité(s) : 9 Yachvili (4e, 14e, 24e, 36e, 51e, 56e, 64e, 69e, 103e) Drop(s) : 1 Peyrelongue (101e) |                       | Essai(s) : 1 Dominici (28e) Transformation(s) : 1 Skrela (28e) Pénalité(s) : 7 Skrela (7e, 21e, 29e, 33e, 42e, 59e, 77e, 90e) Drop(s) : 1 Liebenberg (52e) | stade de France de Saint-Denis 79 475 spectateurs Arbitre : Jean-Christophe Gastou |
| 11 juin 2005 | |                       | | stade de France de Saint-Denis 79 475 spectateurs Arbitre : Jean-Christophe Gastou |

Évolution du score : 3-0, 3-3, 6-3, 13-3, 13-6, 16-6, 16-13, 16-16, 16-19, 19-19 mt, 19-22, 22-22, 22-25, 25-25, 25-28, 31-28, 28-28 tr, 31-34, 34-34, 37-34

### Les équipes
| Biarritz olympique Titulaires Nicolas Brusque 15 Philippe Bidabé 14 Guillaume Boussès 13 Damien Traille 12 Jean-Baptiste Gobelet 11 Julien Peyrelongue 10 Dimitri Yachvili 9 Imanol Harinordoquy 8 Thomas Lièvremont (cap.) 7 Serge Betsen 6 David Couzinet 5 Jérôme Thion 4 Denis Avril 3 Benoît August 2 Petru Bălan 1 Remplaçants Martin Aramburu (28e), Olivier Olibeau (51e), Benoît Lecouls (74e), Jean-Michel Gonzalez (74e) Entraîneur Patrice Lagisquet (avants: Jacques Delmas) |  |  |  | Stade français Titulaires 15 Juan Martín Hernández 14 Julien Arias 13 Stéphane Glas 12 Brian Liebenberg 11 Christophe Dominici 10 David Skrela 9 Agustín Pichot 8 Shaun Sowerby 7 Rémy Martin 6 Pierre Rabadan 5 Mike James 4 David Auradou (cap.) 3 Pieter de Villiers 2 Mathieu Blin 1 Rodrigo Roncero Remplaçants Mirco Bergamasco (28e), Mauro Bergamasco (97e), Olivier Brouzet (71e), Sylvain Marconnet (51e), Benjamin Kayser (61e), Pieter de Villiers (75e) Entraîneur Fabien Galthié (Avants: Fabrice Landreau - arrières : Steve Meehan) |